# 名古屋市立滝川小学校

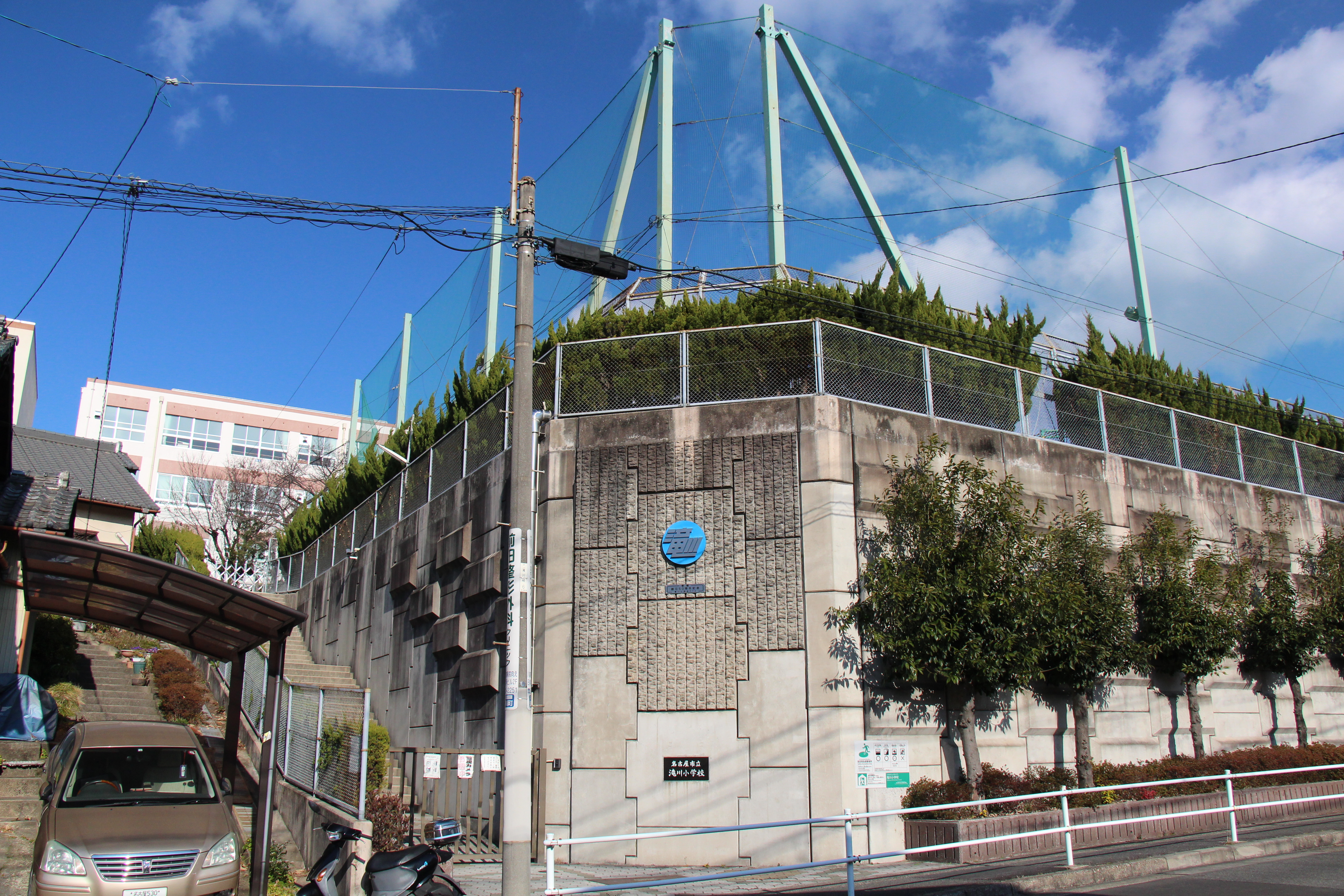
名古屋市立滝川小学校の西側にある通用門（2020年2月撮影）

名古屋市立滝川小学校（なごやしりつ たきかわしょうがっこう）は、愛知県名古屋市昭和区滝川町にある公立小学校。

## 沿革
- 1953年（昭和28年） - 名古屋市立八事小学校分校として設立[2]。
- 1965年（昭和40年） - 八事小学校から分離独立し、名古屋市立滝川小学校となる[2]。
- 1973年（昭和48年） - 情緒障害児学級（おおとり、ちどり、こまどり）をくすのき学園内に設置する[2]。
- 1982年（昭和57年） - 身体虚弱学級（ひばり）を名古屋第二赤十字病院内に設置する[2]。
- 1983年（昭和58年） - 身体虚弱学級（かもめ）を聖霊病院内に設置する[2]。
- 2008年（平成20年） - 知的障害学級としてつばめ学級を設置する[2]。
- 2010年（平成22年） - くすのき学園が川原小学校に移る。

## 通学区域
- すべて名古屋市昭和区
  - 川名山町[3]
  - 高峯町[3]
  - 滝川町[3]
  - 花見通2丁目〜3丁目の各一部[3]
  - 隼人町（一部）[3]
  - 広路町字石坂（一部）[3]
  - 広路町字北石坂[3]
  - 妙見町[3]
  - 八事富士見[3]
  - 八事本町[3]
  - 山里町[3]
  - 山中町2丁目[3]
  - 山手通[3]

## 進学先中学校
- 名古屋市立川名中学校[4]

## 公式サイト
- 公式ウェブサイト